# Ione tubulata
Ione tubulata är en kräftdjursart som beskrevs av M. Bourdon1976. Ione tubulata ingår i släktet Ione och familjen Bopyridae. Inga underarter finns listade i Catalogue of Life.